# Teufelsberg
A Teufelsberg (magyarul kb. Ördög-hegy) Berlin második legmagasabb pontja. A város nyugati részén emelkedő hegy az 1945-ös ostromot követően keletkezett, amikor Berlin nyugati részéből erre a területre hordták össze a számtalan összedőlt épületből származó törmeléket. Az 1960-as években a Nyugat-Berlint megszállás alatt tartó amerikai hadsereg a hegy csúcsán egy lehallgató- és radarállomást épített fel. Az egyesítés óta a Teufelsberg a kikapcsolódást kereső berliniek kedvelt célpontja.

## Története

### Létrejötte
A második világháborút megelőzően a mai Teufelsberg területén tervezték a világ fővárosául felépítendő Germania egyetemi negyedének létrehozását. A Teufelsbergi negyedben a haditechnikai kar és az egyetemi kórház kapott volna helyet, amelyeknek építése 1937-ben el is kezdődött. A háború végét egyes egyetemi épületek szerkezetkész állapotban érték meg, ám az 1945 áprilisi ostromban súlyos sérüléseket szenvedtek. Az ostrom utáni építőanyag-hiány idején a romos épületekből a berliniek kibányászták a még hasznosítható építőanyagot. Miután a romok hasznosítására semmi remény sem maradt, a városrészt kormányzó NATO-szövetségesek törmelék lerakására jelölték ki a területet. A következő időszakban 400 000 tönkrement nyugat-berlini épület romjait halmozták fel az egykori egyetemi negyedben. A törmelék lerakása évtizedeken keresztül zajlott. Naponta 800 teherautó 7000 m³ anyagot hordott az egyre növekvő hegyhez, amely 1957. november 14-én már kereken 10 millió m³ törmeléket tartalmazott. A romeltakarítás után a Teufelsbergen jelentős mennyiségű építési törmeléket és háztartási szemetet is elhelyeztek. A hetvenes évekre a hegy elérte végső legnagyobb méretét, ekkorra már 26 millió m³ anyagot tartalmazott. A terület 1972-es lezárása után a hegyre termőtalajt és homokot hordtak, majd kereken egymillió facsemetét ültettek el.

### A hidegháború idején

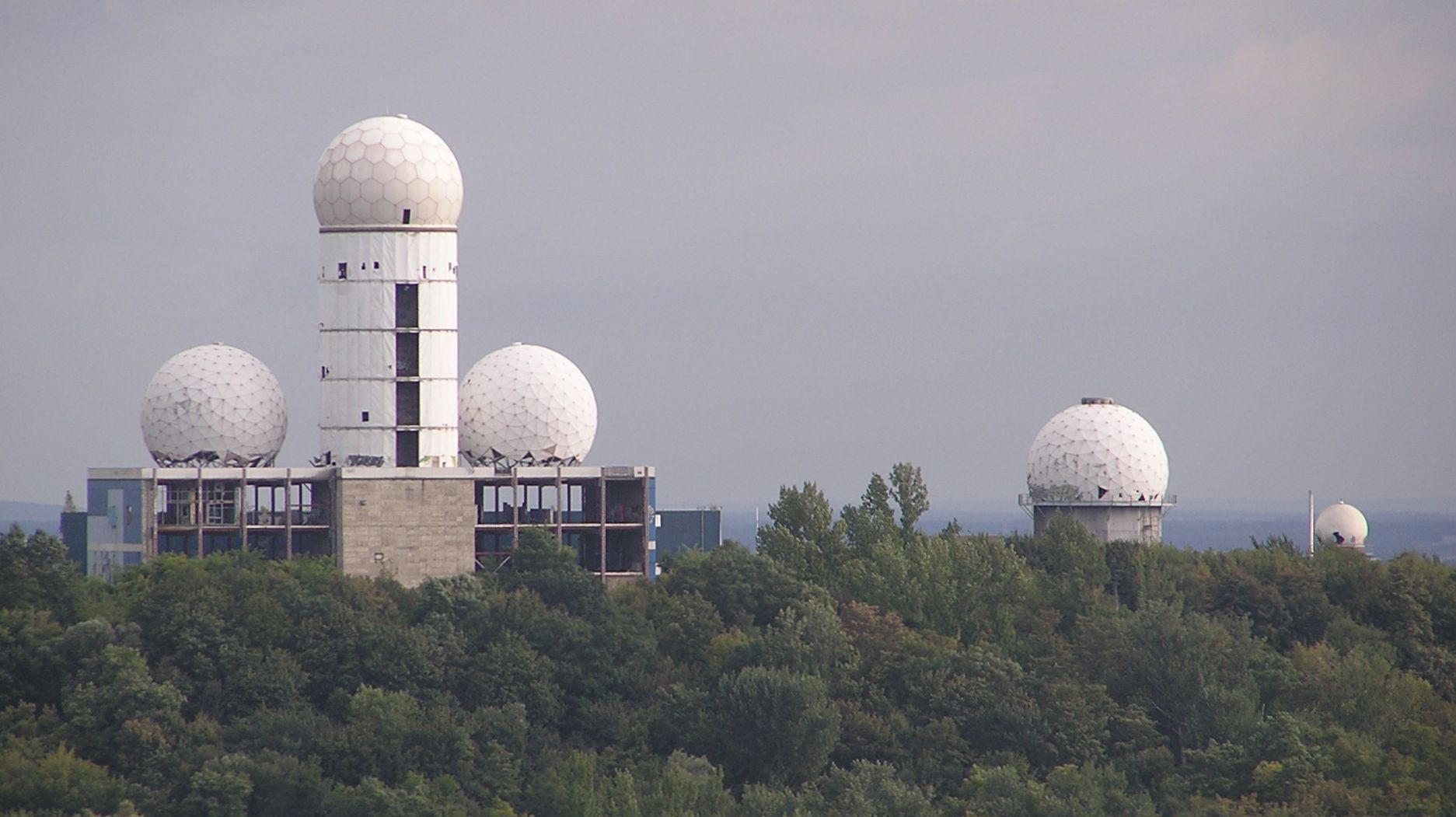
Az egykori amerikai radarok

Az hidegháborús feszültség idején figyelt fel az amerikai hadsereg a Teufelsberg kiváló adottságaira. A mélyen a Varsói Szerződés területén belül fekvő Nyugat-Berlin kiváló rálátást biztosított a szocialista országok légterére és távközlési rendszereire. Kezdetben egy mobil radaregység teljesített szolgálatot a hegyen, majd hamarosan a National Security Agency (NSA) öt állandó radartornya emelkedett a hegytetőn. A csúcstechnikás létesítmény nem csak keleti, de a nyugatnémet távközlési rendszerek figyelésére is alkalmas volt. A létesítményben különböző amerikai és brit egységek teljesítettek szolgálatot. A Teufelsberg csúcsát elfoglaló katonai bázis mellett a hegyet egyéb célokra is hasznosították: a kedvező fekvésű déli oldalon szőlőt telepítettek, az északi oldalon az 1980-as évek közepén téli sportcentrum épült.

#### A lehallgatóállomás
1961 júliusától először az amerikai szárazföldi hadsereg 78. számú biztonsági ügynöksége (ASA) létesített mobil bázist a helyi amerikai szlengben Hill-nek (domb) nevezett helyen. 1962-től az állomást már közvetlenül az ASA egyesült államokbeli főhadiszállása alá sorolták. 1967-től a részleget átkeresztelték berlini tábori állomásra (FSB), majd 1977-től betagozták az amerikai hadsereg hírszerző és biztonsági főparancsnokságába, az INSCOM-ba. A bázis feladatait szakmailag a National Security Agency határozta meg.
A lehallgatóállomáson mintegy 1000 amerikai és 3-500 brit hírszerző-katona dolgozott 3 műszakban. Csak az angolok az ötvenes években mintegy 5000 hadköteles katonát taníttattak meg oroszul a németországi lehallgatóállomásokon folytatandó munkára. A törmelékdombon emelt épületek alapjai nem voltak szilárdak, gyakran keletkezett rajtuk repedés. Folyamatosan készen kellett állni egy konfliktus esetére a szigorúan titkos felszerelések és adatok megsemmisítésére, mivel a bázis csak néhány kilométerre volt a szovjet és az NDK-beli haderőtől. 1986-ban a hasonló marienfeldei állomáson egy gyakorlat során felrobbant az iratmegsemmisítő, és 34 amerikai sebesült meg.
Az állomás működésének részletei természetesen ma is szigorúan titkosak; a legtöbb adat erre vonatkozóan paradox módon az NDK-beli Stasi irattárából került nyilvánosságra annak összeomlása után. Az eredményességükre azonban következtetni lehet abból, hogy az Egyesült Államok Védelmi Minisztériuma által 1964 óta évente kiosztott, a stratégiai felderítés terén elért eredményekért járó díjat, a Travis-kupát Teufelsberg négy alkalommal, 1973-ban, 1981-ben, 1985-ben és 1989-ben nyerte el, a szárazföldi erők, a légierő és a haditengerészet összes hírszerző egysége közül.

### Az egyesítés után
1990-t követően a Teufelsberg elveszítette katonai jelentőségét, a radar- és lehallgatóállomást hamarosan leszerelték, a britek és az amerikaiak 1993-ban kivonultak a Teufelsbergről. A létesítményt a polgári légi irányítás vette át, 1999-ig innen ellenőrizték Berlin légiforgalmát, azóta az épület üres. A berlini szenátus egy kölni cégnek adták át a terület fejlesztési jogát, amely hotelt és lakásokat szeretett volna a hegyen építeni. Az időközben beerdősödött terület beépítése ellen hamarosan több környezetvédő szervezet is tiltakozott, az építési projekt hamarosan megbukott, a már elkészült épületeket megrongálták. 2006-ban Berlin város visszavonta az építési engedélyt és a területrendezési tervben újból be nem építhető erdőnek nyilvánította a hegyet. A terület hasznosítására azóta is több terv született, ám ezeknek már egyike sem számol beépítéssel. A gazdátlan Teufelsberget időközben tájfutók, hegyi kerékpárosok és kirándulók vették birtokba.

## Fordítás
- Ez a szócikk részben vagy egészben a Teufelsberg című német Wikipédia-szócikk ezen változatának fordításán alapul.  Az eredeti cikk szerkesztőit annak laptörténete sorolja fel. Ez a jelzés csupán a megfogalmazás eredetét és a szerzői jogokat jelzi, nem szolgál a cikkben szereplő információk forrásmegjelöléseként.